# نيكولا إيلييف
نيكولا إيلييف (بالبلغارية: Никола Илиев)‏ هو لاعب كرة قدم بلغاري، ولد في 6 يونيو 2004 في روسه في بلغاريا.